# Android Studio
Android Studio — інтегроване середовище розробки (IDE) для платформи Android, представлене 16 травня 2013 року на конференції Google I/O менеджером по продукції корпорації Google — Еллі Паверс (англ. Ellie Powers). 8 грудня 2014 року компанія Google випустила перший стабільний реліз Android Studio 1.0

## Огляд
Android Studio прийшло на зміну плаґіну ADT для платформи Eclipse. Середовище побудоване на базі вихідного коду продукту IntelliJ IDEA Community Edition, що розвивається компанією JetBrains. Android Studio розвивається в рамках відкритої моделі розробки та поширюється під ліцензією Apache 2.0.
Бінарні складання підготовлені для Linux (для тестування використаний Ubuntu), macOS і Windows. Середовище надає засоби для розробки застосунків не тільки для смартфонів і планшетів, але і для носимих пристроїв на базі Wear OS, телевізорів (Android TV), окулярів Google Glass і автомобільних інформаційно-розважальних систем (Android Auto). Для застосунків, спочатку розроблених з використанням Eclipse і ADT Plugin, підготовлений інструмент для автоматичного імпорту існуючого проєкту в Android Studio.
Середовище розробки адаптоване для виконання типових завдань, що вирішуються в процесі розробки застосунків для платформи Android. У тому числі у середовище включені засоби для спрощення тестування програм на сумісність з різними версіями платформи та інструменти для проєктування застосунків, що працюють на пристроях з екранами різної роздільності (планшети, смартфони, ноутбуки, годинники, окуляри тощо). Крім можливостей, присутніх в IntelliJ IDEA, в Android Studio реалізовано кілька додаткових функцій, таких як нова уніфікована підсистема складання, тестування і розгортання застосунків, заснована на складальному інструментарії Gradle і підтримуюча використання засобів безперервної інтеграції.
Для прискорення розробки застосунків представлена колекція типових елементів інтерфейсу і візуальний редактор для їхнього компонування, що надає зручний попередній перегляд різних станів інтерфейсу застосунку (наприклад, можна подивитися як інтерфейс буде виглядати для різних версій Android і для різних розмірів екрана). Для створення нестандартних інтерфейсів присутній майстер створення власних елементів оформлення, що підтримує використання шаблонів. У середовище вбудовані функції завантаження типових прикладів коду з GitHub.
До складу також включені пристосовані під особливості платформи Android розширені інструменти рефакторингу, перевірки сумісності з минулими випусками, виявлення проблем з продуктивністю, моніторингу споживання пам'яті та оцінки зручності використання. У редактор доданий режим швидкого внесення правок. Система підсвічування, статичного аналізу та виявлення помилок розширена підтримкою Android API. Інтегрована підтримка оптимізатора коду ProGuard. Вбудовані засоби генерації цифрових підписів. Надано інтерфейс для управління перекладами на інші мови.

## Особливості
Деякі особливості будуть пізніше розгорнуті для користувачів оскільки програмне забезпечення розвивається; наразі, передбачені такі функції:
- Живі макети (layout): редагувальник WYSIWYG — живе кодування — подання (rendering) програми в реальному часі.[7]
- Консоль розробника: підказки по оптимізації, допомога по перекладу, стеження за напрямком, агітації та акції — метрики Google аналітики.
- Резерви бета релізів та покрокові релізи.
- Базування на Gradle.
- Android-орієнтований рефакторинг та швидкі виправлення.
- Lint утиліти для охоплення продуктивності, юзабіліті, сумісності версій та інших проблем.
- Використання можливостей ProGuard та підписів до програм.
- Шаблони для створення поширених Android дизайнів та компонентів.
- Багатий редактор макетів (layouts) що дозволяє користувачам перетягнути й покласти (drag-and-drop) компоненти користувацького інтерфейсу, як варіант, переглянути одночасно макети (layouts) на різних конфігураціях екранів.

## Системні вимоги
Для версії 2.x:
|                      | Windows                                                                                             | OS X/macOS                                                                                          | Linux                                                                                               | Chrome OS                                |
| -------------------- | --------------------------------------------------------------------------------------------------- | --------------------------------------------------------------------------------------------------- | --------------------------------------------------------------------------------------------------- | ---------------------------------------- |
| Версія OS            | Microsoft Windows 10/8/7 (32- or 64-bit)                                                            | Mac OS X 10.10 або вище, аж до 10.11.6 (El Capitan) чи 10.14 (Mojave)                               | графічне середовище GNOME чи KDE                                                                    |                                          |
| RAM                  | 4 GB RAM мінімум, 8 GB RAM рекомендовано                                                            | 4 GB RAM мінімум, 8 GB RAM рекомендовано                                                            | 4 GB RAM мінімум, 8 GB RAM рекомендовано                                                            | 4 GB RAM мінімум, 8 GB RAM рекомендовано |
| Disk space           | 500 MB простору для Android Studio, щонайменше 4 GB для SDK, зображень емульованих систем, та кешів | 500 MB простору для Android Studio, щонайменше 4 GB для SDK, зображень емульованих систем, та кешів | 500 MB простору для Android Studio, щонайменше 4 GB для SDK, зображень емульованих систем, та кешів |                                          |
| Версія Java          | Java Development Kit (JDK) 8                                                                        | Java Development Kit (JDK) 8                                                                        | Java Development Kit (JDK) 8                                                                        | Java Development Kit (JDK) 8             |
| Роздільність дисплею | 1280x800 мінімум                                                                                    | 1280x800 мінімум                                                                                    | 1280x800 мінімум                                                                                    | 1280x800 мінімум                         |

## Виноски
1. ↑  Android Studio 1.0. Архів оригіналу за 29 грудня 2014. Процитовано 13 грудня 2014.
2. ↑  Getting Started with Android Studio. Android Developers. Google. Архів оригіналу за 28 липня 2013. Процитовано 14 травня 2013.
3. ↑  Haslam, Oliver (16 травня 2013). Download Android Studio IDE For Windows, OS X та Linux. Redmond Pie. Архів оригіналу за 7 червня 2013. Процитовано 16 травня 2013.
4. ↑  Ducrohet, Xavier; Norbye, Tor; Chou, Katherine (15 травня 2013). Android Studio: An IDE built for Android. Android Developers Blog. Google. Архів оригіналу за 8 червня 2013. Процитовано 16 травня 2013.
5. ↑  Honig, Zach (15 травня 2013). Google intros Android Studio, an IDE for building apps. Engadget. AOL. Архів оригіналу за 16 травня 2013. Процитовано 16 травня 2013.
6. ↑  Dobie, Alex (15 травня 2013). Android Studio unveiled at Google I/O keynote. Android Central. Mobile Nations. Архів оригіналу за 7 червня 2013. Процитовано 16 травня 2013.
7. ↑  Olanoff, Drew (15 травня 2013). Google Launches Android Studio And New Features For Developer Console, Including Beta Releases And Staged Rollout. TechCrunch. AOL. Архів оригіналу за 15 травня 2013. Процитовано 16 травня 2013.
8. ↑  Архівована копія. Архів оригіналу за 26 квітня 2018. Процитовано 13 жовтня 2016.{{cite web}}:  Обслуговування CS1: Сторінки з текстом «archived copy» як значення параметру title (посилання)